# Yokoze
Yokoze (jap. 横瀬町 Yokoze-machi) – miasto w Japonii, na wyspie Honsiu, w prefekturze Saitama. Według danych na rok 2020 miejscowość zamieszkiwało 7 979 mieszkańców , a gęstość zaludnienia wyniosła 161,6 os./km².